# Isolepis humillima
Isolepis humillima là loài thực vật có hoa trong họ Cói. Loài này được (Benth.) K.L.Wilson mô tả khoa học đầu tiên năm 1981.